# World War Joy
World War Joy es el tercer álbum de estudio del dúo estadounidense The Chainsmokers. Se lanzó el 6 de diciembre de 2019. Fue distribuido a través de Disruptor y Columbia Records y cuenta con colaboraciones de Illenium, Lennon Stella, Bebe Rexha, Ty Dolla $ ign, Bülow, 5 Seconds of Summer, blink-182, Sabrina Claudio, Kygo y Amy Shark

## Antecedentes
En una entrevista con Billboard el 27 de marzo de 2019, anunciaron sus planes para lanzar un nuevo álbum. El álbum contaría con 10 pistas, las últimos cinco serían reveladas a partir de septiembre de 2019.

## Promoción

### Sencillos
El 7 de febrero de 2019, The Chainsmokers lanzó «Who Do You Love», una colaboración con la banda australiana 5 Seconds of Summer. La canción se lanzó como el sencillo principal del álbum. El video musical fue lanzado el 25 de marzo de 2019.
El segundo sencillo del álbum, titulado «Kills You Slowly», se publicó el 29 de marzo de 2019, mientras que el tercero «Do You Mean», con Ty Dolla $ ign y Bülow, el 26 de abril de 2019.
«Call You Mine», en colaboración con Bebe Rexha, se estrenó como el cuarto sencillo el 31 de mayo de 2019. La pista marcó la tercera colaboración del dúo con Bebe Rexha, después de sus remixes de «Take Me Home» y su remix de su sencillo debut «I Can't Stop Drinking About You Can». El vídeo musical ganó el premio a mejor vídeo de baile en los MTV Video Music Awards.
El 17 de julio, los Chainsmokers revelaron el título «Takeaway» el próximo sencillo que cuenta con una colaboración con Illenium y Lennon Stella, que se estrenó el 24 de julio de 2019. El video musical grabado en Nueva York, y dirigido por Jeremiah Davis, se lanzó en YouTube el 24 de julio de 2019.

### Otras canciones
El de 25 de septiembre, mientras actuaban en Cincinnati, el dúo presentó una nueva canción inédita del álbum llamada «Push My Luck», se lanzó oficialmente el 8 de noviembre de 2019, Luego el 6 de diciembre de 2019 se publican finalmente P.S. I Hope You're Happy, colaboración que The Chainsmokers habían anunciado en su Twitter unos meses antes de su estreno. También el mismo 6 de diciembre se publicó Family con Kygo, See The Way con Sabrina Claudio y Finalmente The Reaper, dando por finalizado su tercer Álbum de estudio.

## Lista de canciones
Todas las canciones escritas y compuestas por The Chainsmokers. 
| N.º | Título                                        | Productor(es)                                                       | Duración |  |
| 1.  | «The Reaper» (feat. Amy Shark)                | The Chainsmokers y Dann Hume                                        | 3:04     |  |
| 2.  | «Family» (con Kygo)                           | The Chainsmokers y Kygo                                             | 3:21     |  |
| 3.  | «See the Way» (feat. Sabrina Claudio)         | The Chainsmokers                                                    | 2:56     |  |
| 4.  | «P.S. I Hope You're Happy» (feat. Blink-182)  | The Chainsmokers y Barker                                           | 3:45     |  |
| 5.  | «Push My Luck»                                | Ian Kirkpatrick, SmarterChild y The Chainsmokers                    | 3:01     |  |
| 6.  | «Takeaway» (con Illenium feat. Lennon Stella) | The Chainsmokers, Illenium, Freedo, Erin McCarley y Jordan Stilwell | 3:29     |  |
| 7.  | «Call You Mine» (feat. Bebe Rexha)            | The Chainsmokers y Watt                                             | 3:37     |  |
| 8.  | «Do You Mean» (feat. Ty Dolla $ign y Bülow)   | The Chainsmokers y William Bastian                                  | 3:13     |  |
| 9.  | «Kills You Slowly»                            | The Chainsmokers, Trackside y London on da Track                    | 3:35     |  |
| 10. | «Who Do You Love» (feat. 5 Seconds of Summer) | The Chainsmokers y Oak                                              | 3:46     |  |

| 'World War Joy EP |                                               | |                                                  |          |  |
| N.º               | Título                                        | Escritor(es) | Director(es)                                     | Duración |  |
| 1.                | «Call You Mine» (feat. Bebe Rexha)            | Andrew Taggart, Alex Pall, Tony Ann, Andrew Wotman, Alexandra Tamposi, Steve McCutcheon y Norman Whitfield                                        | The Chainsmokers y Watt                          | 3:37     |  |
| 2.                | «Do You Mean» (feat. Ty Dolla $ign y Bülow)   | Taggart, Pall, William Bastian, Tyrone Griffin, Megan Bülow, Shae Jacobs, Michael Wise y Kennedi Lykken                                           | The Chainsmokers y William Spencer Bastian       | 3:13     |  |
| 3.                | «Kills You Slowly»                            | Taggart, Pall, Parrish Warrington, Diedrik van Elsas, Gino The Ghost, Kristyn Watkins, Liam O'Donnell, Maxwell George Schneider y nathaniel Motte | The Chainsmokers, Trackside y London On Da Track | 3:35     |  |
| 4.                | «Who Do You Love» (feat. 5 Seconds of Summer) | Taggart, Pall, Warren, Luke Hemmings, Calum Hood, Ashton Irwin, Michael Clifford, Talay Riley, Sean Douglas, Trevor Brown y William Simmons       | The Chainsmokers                                 | 3:46     |  |

## Posicionamiento en listas
| Listas (2019)             | Mejor posición |
| ------------------------- | -------------- |
| Australia (ARIA)          | 29             |
| Letonia (LAIPA)           | 22             |
| Nueva Zelanda (RMNZ)      | 30             |
| Países Bajos (MegaCharts) | 33             |